# Iraniola elbursiana
Iraniola elbursiana är en insektsart som först beskrevs av Willy Adolf Theodor Ramme 1929.  Iraniola elbursiana ingår i släktet Iraniola och familjen Dericorythidae. Inga underarter finns listade i Catalogue of Life.